# Madagaskargök
Madagaskargök (Cuculus rochii) är en fågel i familjen gökar inom ordningen gökfåglar.

## Utbredning
Den förekommer enbart på Madagaskar. Den övervintrar i östra Afrika.

## Status
Arten har ett stort utbredningsområde och beståndet anses vara stabilt. Internationella naturvårdsunionen IUCN listar den därför som livskraftig (LC).

## Namn
Fågelns vetenskapliga artnamn hedrar Sampson Roch (1829-1906), kirurg i British Army verksam på bland annat Madagaskar.